# 沃洛索沃
59°27′N 29°29′E / 59.450°N 29.483°E
沃洛索沃（俄语：Во́лосово）是俄羅斯列寧格勒州的一個城市，位於聖彼得堡以西85公里連接聖彼得堡和塔林的鐵路線上。2002年人口為11,660人。
1870年建立。1999年建市。